# Rosoppe-Frieda-Bucht
Die Rosoppe-Frieda-Bucht ist eine Hügellandschaft am (westlichen) Fächer des Werra-Nebenflusses Frieda in den Landkreisen Werra-Meißner und Eichsfeld, im Grenzbereich von Hessen und Thüringen (Deutschland). Sie ist ein rechtsseitiger Teil des beiderseits der Werra zwischen Treffurt und Hedemünden gelegenen Unteren Werraberglandes.

## Geographische Lage
Die Rosoppe-Frieda-Bucht ist eine Buntsandstein-Hügellandschaft, die sich vom Ostrand des Eschweger Beckens bzw. von der Schwebda-Jestädter Werraaue der Werra bei Frieda nach Nordwesten bis Norden um den westlichen Teil des Fächers der Frieda mit (im Uhrzeigersinn, beginnend im Nordwesten) Rode, Krombach und Rosoppe legt.
Dieser Fächer wird begrenzt von den Muschelkalkplatten der Gobert im Nordwesten, des Oberen Eichsfeldes um den Höheberg im Norden und am Westerwald im Nordosten sowie der Wanfrieder Werrahöhen im Südosten. Eschwege liegt unmittelbar am südlichen Rand, Bad Sooden-Allendorf am Westrand. Dem gegenüber ist die Eichsfelder Kreisstadt Heilbad Heiligenstadt ca. 8 km vom nördlichen Rand entfernt.

## Naturräumliche Gliederung
Nach der Einteilung des Handbuches der naturräumlichen Gliederung Deutschlands gliedert sich die Rosoppe-Frieda-Bucht wie folgt:
- 35 Osthessisches Bergland
  - 358 Unteres Werrabergland
    - 358.5 Rosoppe-Frieda-Bucht
      - 358.50 Rosoppe-Frieda-Hügelland
      - 358.51 Misseröder Kalkrücken
      - 358.52 Südliches Gobertvorland

Das Südliche Gobertvorland und die westlich der Rode gelegenen Anteile des Rosoppe-Frieda-Hügellandes sind Abdachung und orographischer Teil der Gobert, während der südöstliche Teil des Rosoppe-Frieda-Hügellandes die Nordostabdachung der Wanfrieder Werrahöhen darstellt.
Entsprechend der alternativen Einteilung der Thüringer Landesanstalt für Umwelt und Geologie (TLUG) wird der thüringische Anteil der Rosoppe-Frieda-Bucht zur Einheit Werrabergland–Hörselberge gerechnet.

## Geologie und Landschaftsbild
Die Hügellandschaft der Rosoppe-Frieda-Bucht besteht überwiegend aus Buntsandstein, der von der Schichtstufe der Muschelkalkränder der nordwestlichen Randplatte des Thüringer Beckens bis ans Werratal reicht. Entlang der Eichenberg–Gotha–Saalfelder Störungszone sind jedoch einzelne Bergkuppen und Bereiche aus Muschelkalk und anderen Gesteinen eingelagert, unter denen insbesondere der kleine Höhenzug Misseröder Kalkrücken (auch: Lehnche Köpfe) als eigene Landschaft abgegrenzt wird. Die Böden des dort flachwelligen Beckens im Nord(ost)en, das durch den Kalkrücken abgeriegelt wird, sind sehr lößreich.
Während das Südliche Gobertvorland im äußersten Südwesten und die südlichen Gebiete des Frieda-Rosoppe-Hügellandes beiderseits des Frieda-Unterlaufes große Waldanteile aufweisen, werden der mittlere Westteil unmittelbar östlich der zentralen Gobert und die Beckenlandschaft im Nord(ost)en überwiegend landwirtschaftlich genutzt.

## Berge
Die wichtigsten Berge und Gipfel der Rosoppe-Frieda-Bucht sind, gegliedert von West nach Ost bzw. orographisch im Uhrzeigersinn dem Fächer der Frieda nach:
- Südliches Gobertvorland (Werra-Meißner-Kreis)
  - Ferneberg (403,4 m), östlich von Motzenrode
  - Uhlenkuppe (ca. 385 m), östlich von Albungen
  - Diedscher Kopf (337,0 m), westlich von Neuerode
  - Schloss Rothestein (ca. 308 m), südwestlich von Allendorf
- Südwestliches Rosoppe-Frieda-Hügelland
  - Schloßberg (442,5 m), (süd-)westlich der Rodemündung westlich von Großtöpfer, Landkreis Eichsfeld
  - Hasselkuppe (380 m), nördlich Grebendorfs (Werra-Meißner-Kreis)
  - Großer Dachsberg (363,3 m), Grenzbereich der Landkreise Werra-Meißner und Eichsfeld, nördlich von Schwebda
  - Kahlenberg (274 m), nordwestlich der Friedamündung und Friedas (Werra-Meißner-Kreis)
- Misseröder Kalkrücken (Landkreis Eichsfeld)
  - Siebertsburg (424,0 m), östlich von Wiesenfeld
  - Sickeröder Berg (386,4 m), nördlich von Sickerode
  - Roßberg (369,3 m), nordwestlich von Geismar
- Südöstliches Rosoppe-Frieda-Hügelland
  - Hülfensberg (448,2 m), südlich der Rosoppemündung und nördlich Bebendorfs, Landkreis Eichsfeld
  - Eichenberg (300 m), nordöstlich der Friedamündung und Friedas (Werra-Meißner-Kreis) an

## Gewässer
Während die Teil-Flusssysteme von Rosoppe, Krombach und Rode von Norden kommend bei Geismar in die Frieda und bei Frieda in die Werra entwässern, münden die kleinen Bäche im Süden und Westen direkt in die Werra.